# Zone van Mya arenaria en Hydrobia ulvae

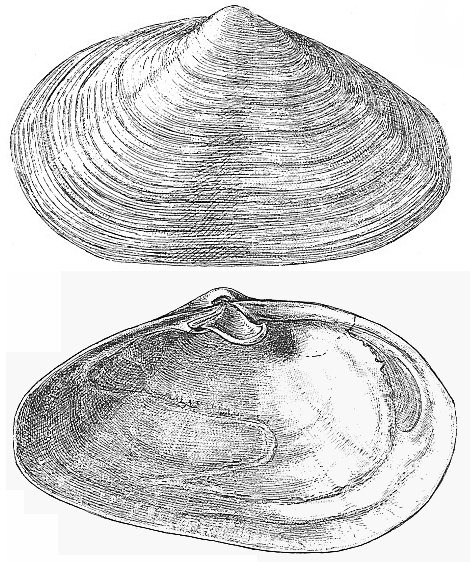

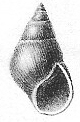
Mya arenaria en
Peringia ulvae
naamgevende soorten voor MOL. A

De Zone van Mya arenaria en Hydrobia ulvae of MOL.A is een molluskenbiozone in het mariene Vroeg Pleistoceen van Nederland.
De zone is vernoemd naar twee meestal algemeen optredende soorten: Mya arenaria en Hydrobia ulvae.
Hoewel een van de naamgevende soorten (Hydrobia ulvae) op grond van zoölogische prioriteitsregels tegenwoordig anders genoemd wordt, blijft de oorspronkelijke naam van de biozone met de 'verouderde' taxonnaam volgens de aanbevelingen in de International Stratigraphic Guide gehandhaafd.
De zone werd in 1975 door Spaink geïntroduceerd als onderdeel van een biozonering van de mariene afzettingen uit het Boven Mioceen tot en met het Vroeg Pleistoceen van Nederland. De zone is aanwezig in het bovenste deel van de Formatie van Maassluis en heeft voornamelijk een Tiglien ouderdom.

## Definitie
De zone is gedefinieerd als een associatiezone (assemblage zone). Dat betekent dat van een gegeven aantal soorten die een 'assemblage' kunnen vormen een aantal in de bestudeerde laag moet voorkomen om de aangetroffen fossiele fauna tot die zone te kunnen rekenen. Hoewel dus alle als kenmerkend beschouwde soorten bij elkaar kunnen worden aangetroffen is het niet noodzakelijk dat al deze soorten daadwerkelijk aanwezig zijn. Het is zelfs niet noodzakelijk dat de naamgevende soorten van de zone in de onderzochte laag aanwezig zijn.
Spaink (1975) beschouwde het gezamenlijke voorkomen van een aantal van de volgende soorten als kenmerkend voor deze zone:
| - Peringia ulvae - Littorina littorea - Nucella lapillus - Euspira nitida | - Retusa obtusa - Astarte montagui - Cerastoderma edule - Lucinella juttingae | - Donax vittatus - Macoma praetenuis - Scrobicularia plana - Mya arenaria |

Natuurlijk zijn dit niet alle soorten die uit deze zone bekend zijn maar deze beperkte lijst geeft al aan dat de associatie duidt op een zeer ondiepe zee. Vaak zijn ook houtresten en land- en zoetwater mollusken aanwezig wat op kustnabijheid en/of uitmondende rivieren duidt. De belangrijkste stratigrafische indicatoren in deze laatste groep zijn Lithoglyphus jahni en Borysthenia goldfussiana, maar vooral Viviparus glacialis. Deze laatste soort is een zoetwater kieuwslak die alleen uit het Pretiglien en Tiglien bekend is. De gehele molluskenfauna en de overige palaeontologische en sedimentologische kenmerken duiden op wadachtige, lagunaire en estuariene omstandigheden. Klimatologisch wijst alles op gematigde omstandigheden.
De MOL.A zone werd beschreven als de jongste van een serie molluskenzones beginnend in het Boven Mioceen. Van oud naar jong zijn dit de zones MOL.E tot en met MOL.A. (zie het schema onderaan deze pagina). Hoewel het type zone dit niet noodzakelijk maakt werden deze zones vooral tijdstratigrafisch opgevat. Waarschijnlijk is dat grotendeels terecht maar later onderzoek heeft uitgewezen dat de werkelijkheid ingewikkelder is. In de oorspronkelijke zin volgde MOL.A de oudere zone MOL.B op. MOL.A werd gezien als het op grond van mariene mollusken gebaseerde tijdsequivalent van het Tiglien, terwijl MOL.B equivalent aan het Pretiglien zou zijn. Het klimaatsignaal in de fauna's van MOL.A is boreaal-gematigd, terwijl dat van de fauna's in MOL.B arctisch tot hoog boreaal is. Tussen fauna's die tot MOL.A gerekend worden zijn vrij grote verschillen en hetzelfde is het geval bij MOL.B fauna's.

## Afwisseling van MOL.A en MOL.B?
Het is gebleken dat fauna's uit beide zones elkaar niet simpel opvolgen maar dat die opeenvolging zich meer dan eens herhaalt: er is dus een afwisseling van verschillende klimaatcycli aanwezig in het complex van MOL.A en MOL.B. Het is nog onduidelijk hoeveel klimaatcycli er in de mariene molluskenfauna's van het Nederlandse Vroeg Pleistoceen herkend kunnen worden.

## Eerste optreden vanMacoma balthicain de Noordzee
De 'top' van de zone komt overeen met de top van de Formatie van Maassluis en lijkt in het grootste deel van Nederland even oud en in een periode van afkoeling aanwezig te zijn. Mogelijk zijn jongere delen daar door erosie verdwenen. In de omgeving van Brielle is de top van de zone echter duidelijk iets jonger dan in de rest van het land. In een grondboring bij Zuurland vlak bij Brielle werd in een fauna die tot deze zone behoort, tevens Macoma balthica aangetroffen. In de rest van Nederland is Macoma balthica afwezig in afzettingen waarin MOL.A aanwezig is. Het verschijnen van deze 'pacifische' soort in de Noordzee is een belangrijke gebeurtenis die in de Engelse fossiele schelpenfauna's uit East Anglia al in 1877 werd opgemerkt. De soort komt daar in de jongste van de zogenaamde Crag fauna's voor, de Weybourn Crag, in de oudere Norwich Crag ontbreekt zij. In de betreffende boring bij Zuurland liggen de lagen waarin in de MOL.A fauna tevens het nonnetje aanwezig is, op lagen met dezelfde zone maar zonder deze soort. Dat lijkt dus op de situatie zoals die in Engeland bestaat.

## Biozones in Nederland
| chronostratigrafie | chronostratigrafie | Associatiezone                                         | Associatiezone                                         | Associatiezone                                         | Zonesymbool |
| ------------------ | ------------------ | ------------------------------------------------------ | ------------------------------------------------------ | ------------------------------------------------------ | ----------- |
| Onder- Pleistoceen | Tiglien            | Zone van Mya arenaria en Hydrobia ulvae                | Zone van Mya arenaria en Hydrobia ulvae                | Zone van Mya arenaria en Hydrobia ulvae                | MOL.A       |
| Onder- Pleistoceen | Pretiglien         | Zone van Serripes groenlandicus en Yoldia lanceolata   | Zone van Serripes groenlandicus en Yoldia lanceolata   | Zone van Serripes groenlandicus en Yoldia lanceolata   | MOL.B       |
| Plioceen           | Piacenzien         | Zone van Nassarius propinquus en Lentidium complanatum | Zone van Nassarius propinquus en Lentidium complanatum | Zone van Nassarius propinquus en Lentidium complanatum | MOL.C       |
| Plioceen           | Piacenzien         | Zone van Turritella triplicata en Yoldia semistriata   | MOL.D                                                  | Subzone van Nassarius reticosus en Chlamys opercularis | MOL.D1      |
| Plioceen           | Zanclien           | Zone van Turritella triplicata en Yoldia semistriata   | MOL.D                                                  | Subzone van Chlamys gerardi en Astarte trigonata       | MOL.D2      |
| Boven Mioceen      | Boven Mioceen      | Zone van Arcoperna sericea en Chlamys tigerina         | Zone van Arcoperna sericea en Chlamys tigerina         | Zone van Arcoperna sericea en Chlamys tigerina         | MOL.E       |

## Relaties met vroeger en elders gebruikte eenheden
Equivalenten van deze zone zijn aanwezig in Engeland (de Norwich Crag Formation in East Anglia) en België. In België komen in de overeenkomende afzettingen echter geen kalkige fossielen voor. Er is daar dus niets van de schelpenfauna bekend.

## Mollusken uit zone MOL.A

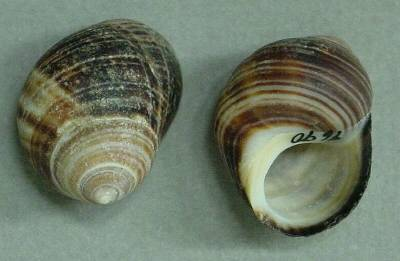
Littorina littorea (alikruik)
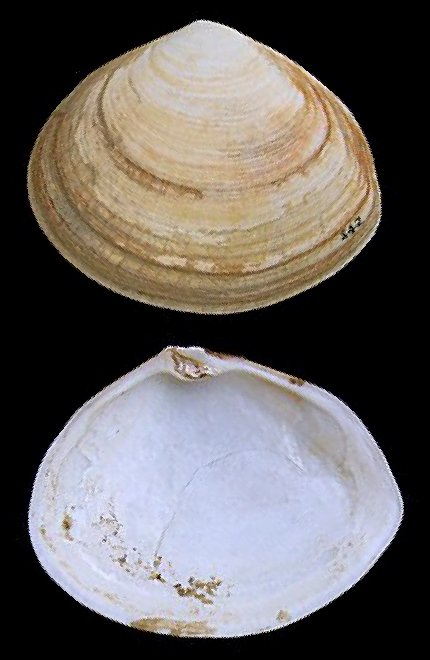
Scrobicularia plana (platte slijkgaper)
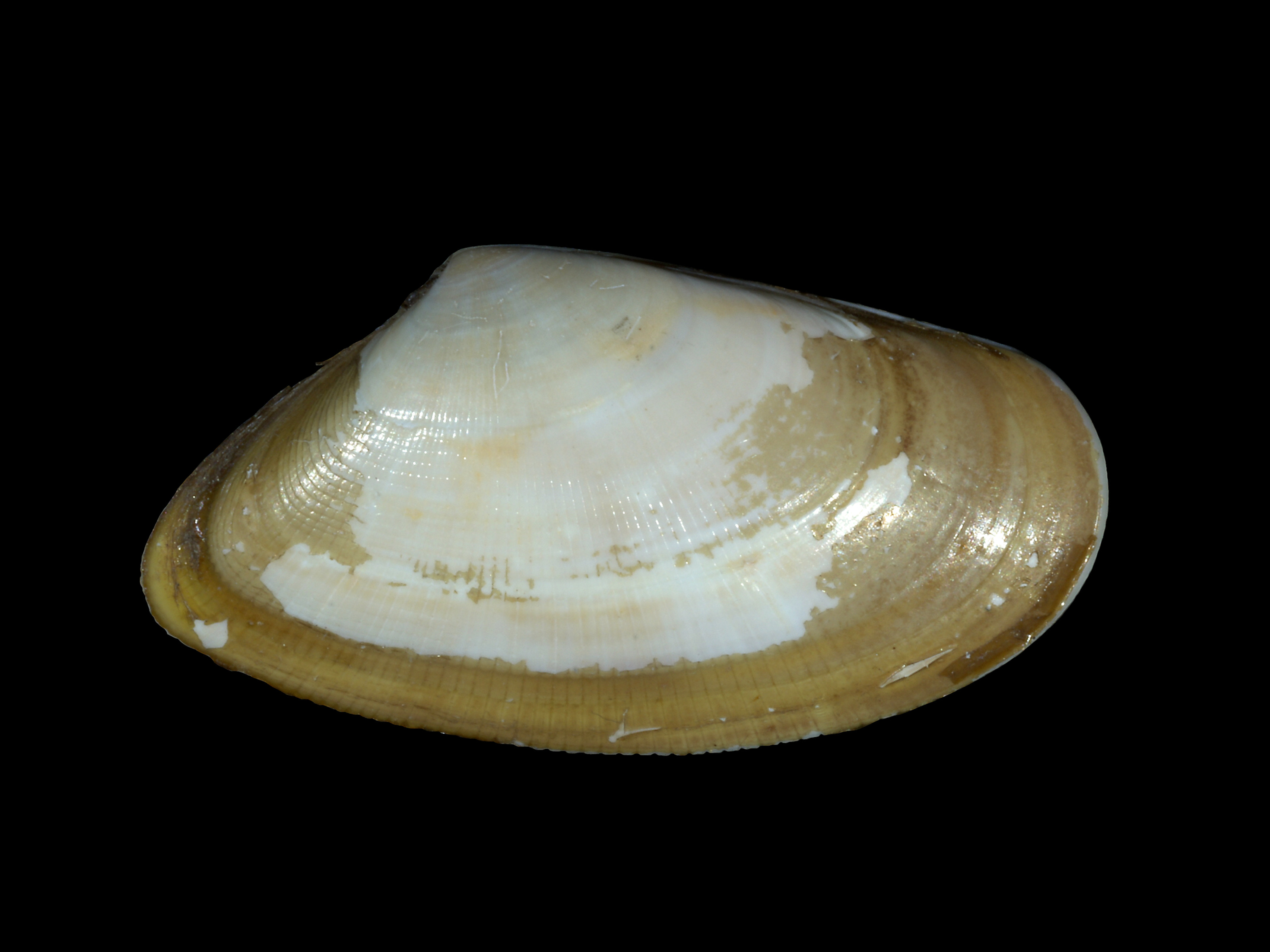
Donax vittatus (zaagje)
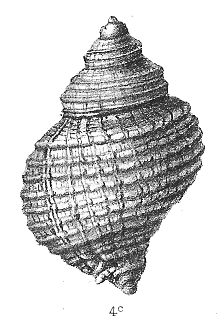
Nucella lapillus (purperslak)